# Still Wakes the Deep
Artykuł ten został zgłoszony do umieszczenia na stronie głównej w rubryce „Czy wiesz”.
Pomóż nam go sprawdzić: oceń zgłoszoną nominację.
Still Wakes the Deep – pierwszoosobowy horror narracyjny stworzony przez brytyjskie studio The Chinese Room i wydany 18 czerwca 2024 na PC, PlayStation 5 oraz Xbox Series X|S (w dniu premiery również w Xbox Game Pass) przez wydawcę Secret Mode.

## Fabuła
Akcja toczy się w 1975 na szkockiej platformie wiertniczej Beira D, gdzie elektryk Cameron „Caz” McLeary zostaje odcięty od świata po katastrofalnym incydencie. Uwięziony z załogą musi uciec przed nadnaturalnym zagrożeniem, gdy zniszczona konstrukcja stopniowo pogrąża się w Morzu Północnym.

## Rozgrywka
Gra prezentuje wydarzenia z perspektywy pierwszej osoby i pozbawiona jest systemu walki – przetrwanie opiera się na skradaniu, ucieczkach oraz prostych zagadkach środowiskowych. Postęp jest liniowy, ale struktura platformy zmienia się wraz z kolejnymi zniszczeniami, potęgując poczucie klaustrofobii i zagrożenia.

## Produkcja i premiera
Twórcy określali projekt jako „The Thing na platformie wiertniczej”, a inspiracją były filmy katastroficzne lat 70. oraz lęki przed głębiną i wysokością; całość powstała na silniku Unreal Engine 5 i została zapowiedziana w czerwcu 2023. Pełna wersja trafiła do sprzedaży 18 czerwca 2024, kilka miesięcy później otrzymując fabularne rozszerzenie Siren’s Rest (18 czerwca 2025).

## Odbiór
Tytuł zebrał „mieszane lub pozytywne” oceny krytyków, z notą 74/100 dla wersji PS5 w serwisie Metacritic; chwalono gęstą atmosferę, oprawę audio i aktorstwo, krytykowano natomiast krótki czas gry i uproszczoną interaktywność. Na 21. gali BAFTA Games (kwiecień 2025) produkcja zdobyła trzy statuetki, w tym obie aktorskie nagrody dla Aleca Newmana i Karen Dunbar, z ośmiu łącznych nominacji.